# حالت هواپیما (فیلم ۲۰۱۹)
حالت هواپیما (انگلیسی: Airplane Mode) یک فیلم در ژانر فیلم نقیضه محصول کشور ایالات متحده آمریکا است. لوگان پاول، جیک پال، دیوید دینتز
و دیلان تروسل نویسندگان این فیلم هستند.